# Blue Grey (rivière)
La rivière Blue Grey  (anglais : Blue Grey River) est un cours d’eau de l’Île du Sud de la Nouvelle-Zélande dans le district de Buller dans la région de la West Coast et un affluent du fleuve Grey.

## Géographie
la rivière Blue Grey part du lac Cristabel (en), près du centre de la ville de Maruia, s’écoule vers l’ouest sur 8 km avant d’atteindre la partie supérieure du fleuve Grey.